# گوردن‌ویل، کوئینزلند
گوردن‌ویل (به انگلیسی: Gordonvale) یک حومه شهر در استرالیا است که در کوئینزلند واقع شده‌است.